# استئصال القيلة المنوية
اسْتِئْصالُ القِيْلَةِ المَنَوِيَّة (بالإنجليزية: Spermatocelectomy)‏ هو إجراء جراحي يتم تنفيذه لإزالة قيلة منوية عن طريق فصلها عن البربخ.

## الإجراء الجراحي
يتم إعطاء المريض مخدرًا في المغبن ويتم إجراء شق صغير في كيس الصفن. يقوم الجراح بسحب الخصية والبربخ إلى الشق ويفصل بين الخلايا المنوية عن طريق ربطها بخيط. ثم يقوم الجراح بإزالتها، ويخيط المنطقة.